# Métabolisme méthanogène
Les organismes à métabolisme méthanogène, ou simplement les méthanogènes, sont des micro-organismes qui produisent du méthane comme sous-produit métabolique de la vie en conditions anoxiques, par méthanogenèse. Le méthane est le produit final de leur respiration anaérobie.
Certaines espèces peuvent néanmoins survivre un certain temps en présence de dioxygène.
Ils étaient autrefois classés comme Archéobactéries ; mais celles-ci ont depuis été reclassées, les méthanogènes sont maintenant des Archées, un groupe de procaryotes distinct des bactéries.

## Description
Les microorganismes méthanogènes sont tous des procaryotes unicellulaires. Ils présentent des formes variées, principalement coccoïdales (forme de sphère) ou en bâtonnet plus ou moins longs, à enveloppe régulière ou non, formant parfois des spirilles. Ils sont isolés ou se regroupent selon des modalités classiques (par paire, en chaînettes plus ou moins allongées, en agrégats hétérogènes ou en biofilms. Certains sont mobiles.
Plusieurs espèces de Methanosarcinales et de Methanosaeta contiennent des vacuoles de gaz.
La coloration de Gram peut être positive ou négative, même au sein d’un même genre.

## Paroi cellulaire
Les méthanogènes sont tous des Archaea, lesquels ont pour caractéristique d'être dépourvues d'un polymère (D-glycérol) présent dans les parois cellulaires des bactéries et de tous les autres procaryotes. Le polymère qui joue les mêmes fonctions chez les Archaea est le L-glycérol qui implique un système enzymatique différent.
Alors que chez les Eucaryotes et Bactéries la membrane cellulaire a des glycérolipides constitués d’esters de glycérol et d’acide gras, les Archaea ont eux, une membrane faite de glycérol dont les groupements alcools sont associés à des alcools à longues chaînes carbonées branchées (un groupement méthyle tous les 5 atomes de carbone) : des isoprénols. Cette association est permise par des liaisons éther, plus stables à haute température que les liaisons ester utilisées par les bactéries et procaryotes.
Certains méthanogènes ont une paroi cellulaire constituée de pseudopeptidoglycane, ou pseudomuréine (différent du peptidoglycane bactérien).
Les Archaea n'ont pas de muréine (peptidoglycane) dans leur paroi cellulaire. Certaines ont une pseudomuréine, et d'autres (selon l’ordre considéré) ont au moins un réseau paracristallin (couche S) constitué de sous-unités protéiques s'assemblant comme les pièces d'un puzzle, ce qui les rend résistantes aux antibiotiques interférant dans la synthèse du peptidoglycane telle la pénicilline, la cyclosérine ou la valinomycine. Cette antibiorésistance est souvent utilisées pour isoler ces micro-organismes.

## Habitats et substrats
Les organismes méthanogènes sont presque tous des anaérobies stricts, c'est-à-dire qu'ils meurent en présence de traces de dioxygène par auto-oxydation de certains cofacteurs nécessaires à leur métabolisme. Quelques espèces survivent quelque temps en présence d'oxygène, de même qu'en milieux extrêmes (de 0 à plus de 100 °C, dans des milieux arides, acides, toxiques, très chauds…).
Il existe même une exception connue à l'anaérobiose, Methanosarcina barkeri, qui produit une enzyme (superoxyde dismutase ou SOD) lui permettant de survivre longtemps en présence de dioxygène.

### Habitats
Trois grands types d'habitats abritent ces microorganismes correspondant selon Garcia et al. (2000), à trois types de chaînes trophiques et à des voies de production de méthane différentes pour chaque type :
1. Zones humides et marines où des archées vivent dans les couches inférieures des sédiments où les sulfates sont épuisés, dans des milieux variés, allant de sédiments marins ou estuariens, jusqu'aux tourbières et marais[8]. Là selon Agnès Mihajlovski (2009)[9], environ un tiers du méthane est produit par le biais de la voie hydrogénotrophe et les deux tiers restant le sont par la voie acétoclastique[10],[11] ;
2. Le système digestif (intestins le plus souvent) de nombreux animaux (termites, mammifères, dont l'Homme ou les ruminants chez lesquels ils sont responsables d'importantes émissions de gaz, par leurs éructations principalement…). 
Dans le microbiote humain, on peut citer : Methanobrevibacter smithii,  Methanobrevibacter oralis,  Methanosphaera stadtmanae,  Methanomassiliicoccus luminyensis,  Candidatus Methanomassiliicoccus intestinalis et Candidatus Methanomethylophilus alvus[12] 
Quelques autres bactéries sont « méthanogènes partielles » (Helicobacter pylori dans l'estomac humain par exemple). Là, la méthanogenèse se fait essentiellement à partir d’H2 et de CO2[9] ;
3. Milieux extrêmes ; de déserts chauds et secs et jusqu'à 3 km de profondeur dans des échantillons de glace prélevés au Groenland[13]. Des archées extrêmophiles vivent et se reproduisent à des températures variant de 15 à 100 °C (même un peu plus dans la vapeur d'eau de certains geysers et sources chaudes, éventuellement sous-marines évents hydrothermaux ; c'est le cas par exemple de Methanopyrus kandleri qui vit optimalement à 98 °C, et jusqu'à 110 °C, trouvée jusqu'à 2 000 m de profondeur à la base des « fumeurs noirs » de la dorsale du Golfe de Californie[14]. Ces types d'archées constituent les espèces vivantes les moins rares dans les milieux souterrains profonds. On en a aussi trouvé à l'intérieur de roches « solides » de la croûte terrestre, à des kilomètres sous la surface. Là des archées hydrogénotrophes produisent du CH4 sans matière organique, à partir d'hydrogène géologiques (ex. : dans les roches profondes, l'hydrogène peut provenir de la dégradation thermique et radioactive de l'eau).

### Substrats nutritifs
Les méthanogènes contribuent à la décomposition de la matière organique (en milieu anoxique), mais ils ne peuvent se nourrir directement des substrats carbonés les plus abondants (sucres, acides gras à longue chaine, alcools) ; ils dépendent de l’activité métabolique d’autres organismes et ne peuvent se nourrir que sur trois types de substrats carbonés :
1. Le dioxyde de carbone (CO2) ;
2. Les composés méthylés ;
3. L’acétate.

… correspondant chacun à une voie métabolique de méthanogenès.
- Voie hydrogénotrophe (la plus commune) : composée de 7 grandes étapes biochimiques, nécessitant plusieurs coenzymes spécifiques (méthanofurane, tetrahydrométhanoptérine et coenzyme M). Dans cette voie, quelques organismes méthanogènes, très minoritaires, produisent le CH4 directement à partir d'un substrat carboné formate via la formate déshydrogénase, ou à partir d'alcools secondaires utilisés comme donneur d'électrons (ex. : 2-propanol, 2-butanoln et le cyclopentanol voire l’éthanol[15],[16].

Remarque : au moins deux archées : Methanothermobacter thermoautotrophicus (Ordre 1) et Methanosarcina barkeri (Ordre 4) savent utiliser le CO (comme agent réducteur),.
- Voie méthylotrophe : dans ce cas les micro-organismes méthanogènes sont dits méthylotrophes, exploitant le groupe méthyle du méthanol, de méthylamines (monométhylamine, diméthylamine, triméthylamine et tetraméthylammonium) ou les sulfures de méthyle (méthanethiol et diméthylsulfure). Ils sont tous de l’ordre des Methanosarcinales (Ordre 4), sauf certains Methanobacteriales hydrogénotrophes du genre Methanosphaera (Ordre 1). Certains tels Methanomicrococcus blatticola et des Methanosphaera (Ordre 1) ont néanmoins aussi besoin d'hydrogène durant leur croissance car réduisant les groupements méthyles par l'hydrogène[19],[20] ; ils sont donc à la fois méthylotrophes et hydrogénotrophes obligatoires. Cette voie présente diverses variantes[21].
- Voie acétotrophe (ou acétoclastique): c'est la voie d'où viennent les 2/3 du CH4 émis dans les zones humides et les sols. L'acétate est ici la source de carbone. Il est cassé en un groupement méthyle et un CO ensuite oxydé en CO2 alors que le groupement méthyle est lié à la méthanoptérine puis réduit en CH4 selon des réactions qui sont proches de celles des (?) aux deux dernières étapes de la voie hydrogénotrophe[9]. 
Remarque : Seuls deux genres (Ordre 4) utilisent cette voie : Methanosarcina et Methanosaeta[9].

En règle générale, les Methanosarcinales utilisent préférentiellement le méthanol et les méthylamines par rapport à l’acétate. De nombreuses espèces utilisent également l’H2.
Certains scientifiques ont posé l'hypothèse que la présence de méthane dans l'atmosphère martienne puisse être le signe d'une méthanogenèse native sur cette planète.

## Importance écologique
Du point de vue trophique, ce sont des organismes chimioautotrophes, une sous-division des organismes chimiotrophes.
Ils jouent un rôle important dans le cycle du carbone, les puits de carbone et le rétrocontrôle du climat par le Vivant (Il a été estimé qu'un tiers du méthane rejeté dans l'atmosphère pourrait avoir pour origine ces microorganismes).
Les méthanogènes jouent un rôle écologique majeur dans des environnements anaérobies où elles suppriment les excès d'hydrogène et de produits issus de fermentation par d'autres formes de respiration anaérobie. Les méthanogènes prospèrent habituellement dans les environnements dans lesquels tous les autres accepteurs d'électrons (comme l'oxygène, les nitrates, les sulfates, et fer trivalent) ont été épuisés.
Il existe aussi des symbioses avec des bactéries anérobies strictes qui fournissent en continu l'hydrogène et le gaz carbonique indispensables à la méthanogenèse hydrogénotrophe. On dit qu'il se forme un consortium écologique.
Étroitement lié à la biométhanogenèse, existent des organismes méthanotrophes, capables d'oxyder le méthane, via une réduction par des sulfates et nitrates.
La plupart des bactéries méthanogènes sont des productrices autotrophes, mais celles qui oxydent le CH3COO− sont classés comme chémohétérotrophes.

## Métabolisme et réactions de méthanisation
Les méthanogènes peuvent être classés en trois groupes en fonction du substrat utilisé pour la production de méthane.

### Les méthanogènes hydrogénotrophes
Cette classe utilise le dioxyde de carbone (CO2) de leur milieu comme source de carbone, en présence d'hydrogène comme un agent réducteur. Le formiate peut aussi être utilisé comme source d'électrons par la plupart des méthanogènes hydrogénotrophes. Trois organismes peuvent utiliser le monoxyde de carbone pour générer du méthane : Methanothermobacter thermoautotrophicus, Methanosarcina barkeri et Methanosarcina acetivorans.
- CO2 + 4 H2 → CH4 + 2 H2O
- 4 HCOOH → CH4 + 3 CO2 + 2 H2O
- 4 CO + 2 H2O → CH4 + 3 CO2

### Les méthanogènes méthylotrophes
Cette classe utilise des composés méthylés (méthanol, sulfure de diméthyle, méthanethiol, méthylamine, diméthylamine, triméthylamine, tétraméthylammonium) comme source de carbone. Les électrons nécessaires aux réactions de réduction proviennent de l'oxydation de ces mêmes substrats en dioxyde de carbone. Certaines espèces sont capables d'utiliser le dihydrogène pour réduire les groupes méthyle.
- CH3OH + H2 → CH4 + H2O
- 4 CH3NH2 + 2 H2O → 3 CH4 + 4 NH3 + CO2
- 2 (CH3)2NH + 2 H2O → 3 CH4 + CO2 + 2 NH3
- 4 (CH3)3N + 6 H2O → 9 CH4 + 3 CO2 + 4 NH3
- CH3NH2 + H2 → CH4 + NH3
- 2 (CH3)2S + 2 H2O → 3 CH4 + CO2 + 2 H2S
- (CH3)2S + 2 H2 → 2 CH4 + H2S

### Les méthanogènes acétotrophiques ou acéticlastiques
Bien que la plupart du méthane biogénique (produit par le vivant) en mer résulte d'une réduction du CO2, il en existe d'autres sources.
On a montré par l'étude isotopique du méthane, qu'une petite quantité en est dérivée d'acétate dégradé par fermentation bactérienne.
- CH3COOH → CH4 + CO2

Ce sont des réactions exergoniques (qui libèrent de l'énergie).

Elles ont lieu généralement dans des milieux réducteurs (potentiel < -330 mV).

Elles s'accompagnent donc d'une consommation d'hydrogène (processus d'épuration). Il y a aussi élimination du carbone réduit sous forme de CH4 gazeux (perdu pour le métabolisme).

### Étapes de la méthanisation
- mobilisation des matières organiques (végétales) ;
- hydrolyse de la cellulose et des hémicelluloses → libération des glucides → voie des oxydations aérobies et des fermentations ;
- fermentation sur des composés organiques drainés à partir du tapis végétal ou accumulé par sédimentation du phytoplancton. Action des germes ANA (bactéroides, butyvibrio, bifidobacterum, bactobacillus, clostridium…) ;
- libération d'acides organiques, de gaz carbonique, d'hydrogène

CO2, H2 → alimentation directe de la méthanogenèse.

## Recherche

### Dans le domaine de l'énergie et de l'effet de serre
Le méthane étant une source d'énergie verte et un gaz à effet de serre, les archaea  méthanogènes intéressent de plus en plus les scientifiques et les industriels ; elles représentent aujourd'hui une part très importante des recherches effectuées dans le monde sur les archaea.
On cherche aussi à diminuer les éructations riches en méthane des bovins nourris hors-sol (au soja notamment), par exemple par des additifs alimentaires à base d'algues.

### Dans le domaine médical
Les archées méthanogènes sont désormais reconnues comme élément omniprésent du microbiote humain (et animal); elles s'intègrent dans les communautés microbiennes associées à l’hôte humain et jouent un rôle important dans la santé et la forme physique (comme chez les plantes et les animaux qui vivent aussi avec des archées). La Recherche s'est longtemps focalisé sur les communautés bactériennes, fongiques ou virales, et plutôt sur les pathogènes, la composante archée étant néligée. La communauté d’archées (archéome) est peu à peu reconnue comme une part importante des microbiomes associés à l’hôte. 
Les archées méthanogènes du tractus gastro-intestinal humain produisent du méthane, un gaz mesurable dans l’haleine et utilisé comme marqueur clinique dans certaines pathologies (prolifération intestinale de méthanogènes notamment) et qui pourrait avoir une valeur diagnostique ; elles jouent a priori un rôle important, incomplètement compris au sein du microbiome intestinal. Elles sont moins bien connues que les bactéries (et plus difficile à détecter), et pour cette raison ont été longtemps négligées dans les études. En 2020, aucune archée n’avait été identifiée comme pathogène, mais leur influence sur la physiologie humaine et la santé digestive – influence positive et/ou négative – est encore à étudier ; Hoegenauer et al. (2022) notent que leur réponse aux antibiotiques est atypique. 
Les études se sont d'abord concentré sur les archées comme Methanobrevibacter smithii (l'espèce la plus répandue) et d'autres archées du tube digestif. Mais d'autres archées méthanogènes ont été identifiées dans divers écosystèmes corporels, hors du tractus gastro-intestinal, en particulier dans le nez, les poumons et même sur la peau pourtant aérobies.
Des interactions syntrophiques semblent lier certaines bactéries intestinale aux archées méthanogènes ; ces interactions semblent essentielles au maintien de l’homéostasie intestinale. Une étude analysant les génomes des bactéries co-détectées avec les méthanogènes a identifié des mécanismes métaboliques suggérant une coopération étroite entre ces deux groupes. Une dysbioseaffectant les méthanogènes pourrait donc perturber cet équilibre et avoir des répercussions sur la santé humaine, et inversement. L'administration ciblée de d'archées méthanogènes sous forme de probiotiques pourrait être thérapeutiquement utile.

## Exemple de taxons
On a déjà scientifiquement décrit une cinquantaine d'espèces de méthanogènes strictes, qui toutes sont anaérobies et appartiennent aux Archaea, mais ne forment pas un groupe monophylétique.

Ci-dessous, liste non limitative, à titre d'exemples :
- Methanobacterium bryantii
- Methanobacterium formicum
- Methanobrevibacter arboriphilicus
- Methanobrevibacter gottschalkii
- Methanobrevibacter ruminantium
- Methanobrevibacter smithii
- Methanocalculus chunghsingensis
- Methanococcoides burtonii
- Methanococcus aeolicus
- Methanococcus deltae
- Methanococcus jannaschii
- Methanococcus maripaludis
- Methanococcus vannielii
- Methanocorpusculum labreanum
- Methanoculleus bourgensis (Methanogenium olentangyi & Methanogenium bourgense)
- Methanoculleus marisnigri
- Methanofollis liminatans
- Methanogenium cariaci
- Methanogenium frigidum
- Methanogenium organophilum
- Methanogenium wolfei
- Methanomicrobium mobile
- Methanopyrus kandleri
- Methanoregula boonei
- Methanosaeta concilii
- Methanosaeta thermophila
- Methanosarcina acetivorans
- Methanosarcina barkeri
- Methanosarcina mazei
- Methanosphaera stadtmanae
- Methanospirillium hungatei
- Methanothermobacter defluvii (Methanobacterium defluvii)
- Methanothermobacter thermautotrophicus (Methanobacterium thermoautotrophicum)
- Methanothermobacter thermoflexus (Methanobacterium thermoflexum)
- Methanothermobacter wolfei (Methanobacterium wolfei)
- Methanothrix sochngenii